# Amarillo Sky
«Amarillo Sky» — песня американского кантри-певца Джейсона Алдина, вышедшая 26 июня 2006 года в качестве 3-го сингла с его первого студийного альбома Jason Aldean (2005). Песню написали Биг Кеннии, Родни Клаусон, Вики Макги, Барт Пурсли и Джон Рич (из групп Big & Rich и Lonestar). Продюсером был Майкл Кнокс. Сингл достиг четвёртого места в кантри-чарте Hot Country Songs.
Песня одобрительно встречена публикой, стала популярной и в 2006 году получила две номинации Академии кантри-музыки на церемонии Academy of Country Music Awards в категориях Video of the Year и Song of the Year, а также номинирована кантри-телесетью на CMT Music Awards (Country Music Television). Сингл был сертифицирован в платиновом статусе RIAA.

## Чарты
| Чарт (2005-06)                      | Высшая позиция |
| ----------------------------------- | -------------- |
| Канада (Billboard Canadian Hot 100) | -              |
| США (Billboard Hot 100)             | 59             |
| США (Billboard Hot Country Songs)   | 4              |

## Итоговые годовые чарты
| Чарт (2006)                    | Позиция |
| ------------------------------ | ------- |
| США (Country Songs, Billboard) | 52      |

## Сертификации
| Регион                                                                      | Сертификация | Продажи   |
| --------------------------------------------------------------------------- | ------------ | --------- |
| США (RIAA)                                                                  | Платиновый   | 1 000 000 |
| Данные о продажах + прослушиваниях приведены только на основе сертификации. |              |           |